# Liste der Botschafter der Vereinigten Staaten auf den Marshallinseln

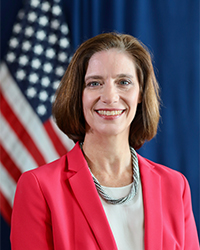
Roxanne J. Cabral, derzeitige Botschafterin auf den Marshallinseln

Der Botschafter der Vereinigten Staaten von Amerika auf den Marshallinseln ist der bevollmächtigte Botschafter der Vereinigten Staaten von Amerika auf den Marshallinseln.

## Botschafter
| Amtszeit  | Name                      | Bemerkungen    |
| --------- | ------------------------- | -------------- |
| 1987–1990 | Samuel B. Thomsen         | Representative |
| 1990–1992 | William Bodde Jr.         |                |
| 1992–1995 | David C. Fields           |                |
| 1996–2000 | Joan M. Plaisted          |                |
| 2001–2003 | Michael James Senko       |                |
| 2003–2006 | Greta N. Morris           |                |
| 2006–2008 | Clyde Bishop              |                |
| 2009–2012 | Martha Larzelere Campbell |                |
| 2012–2016 | Thomas H. Armbruster      |                |
| 2016–2020 | Karen Brevard Stewart     |                |
| 2020–     | Roxanne J. Cabral         |                |